# Maman, Papa
Maman, Papa è un brano musicale scritto e composto da Pierre Lapointe, nel 1954 il brano fu inserita nell'album Patachou... chante Brassens. 
Questa è una canzone di Brassens molto diversa e molto speciale. È la prima canzone che Brassens scrisse, essendo stata composta nel 1943 nel campo di lavoro di Basford Nottingham.

## Storia
Nel marzo del 1951 Georges Brassens catturò il momento cruciale per il lancio della carriera, quando la giovane cantante Patachou cantò le sue canzoni nel suo cabaret. Lei chiamò sul palco il compositore; il pubblico riconobbe immediatamente il suo talento e lo accolse con entusiasmo.
Patachou continuò a sostenere la musica di Brassens: finché nel dicembre del 1952 pubblicò un long-playing, intitolato Patachou... chante Brassens, con la sua interpretazione di diverse canzoni dell'autore, con l'accompagnamento dell'orchestra di Leo Clarens. Nell'occasione inserirono Maman, Papa in duetto: è fu la prima registrazione di Brassens che fu pubblicata su un disco a 78 giri.

## Testo e significato
"Maman, Papa" è un nostalgico omaggio ai genitori del protagonista. Il testo esprime il desiderio di tornare all'infanzia e dimostra il profondo amore e la profonda gratitudine che prova per la madre e il padre.
Nella prima strofa, il protagonista si rivolge alla madre, esprimendo il suo desiderio di tornare bambino. Quindi ricorda i tempi della scuola, quando per renderla felice, si comportava bene e otteneva ottimi risultati. Questo dimostra la sua volontà di compiacerla e il suo riconoscimento dei desideri della madre nei suoi confronti. La ripetizione di maman, maman sottolinea il suo affetto per lei e il senso di conforto che trova nella sua presenza.
Nella seconda strofa, il testo sposta l'attenzione sul padre. Il protagonista ripete nuovamente il desiderio di essere un bambino e menziona l'umorismo del padre che usava per alleviare il peso nei momenti difficili. Infine la mancanza di tenerezza o le parole dolci tra loro non c'è, ma comunque il loro amore è reciproco, anche se rimasto inespresso. La ripetizione di papà, papà riflette il profondo legame emotivo che ha con il padre.